# Fertőd
Fertőd (horvátul: Herceško) város Győr-Moson-Sopron vármegyében, a Soproni járásban. Magyarország északnyugati részén, a Fertő–Hanság kistájon található, néhány kilométerre délkeletre a Fertőtől, Ausztria határán. 1995-ben kapott városi rangot, ekkor 3179 lakosa volt. 1950-ben jött létre az Esterházy Miklós herceg által alapított Eszterháza (németül: Esterhaus) valamint az 1313-ban alapított Süttör (németül: Schüttern) községek egyesülésével.
Fertőd legismertebb látnivalója a „magyar Versailles” becenevű Esterházy-kastély. Ez volt a magyar arisztokrácia központja, Magyarország legfontosabb rokokó emlékműve. Ugyanazon család másik kastélya található kissé nyugatabbra, Kismartonban, de az 1920-ban aláírt trianoni békeszerződés megosztotta a hatalmas Esterházy-birtokot, valamint egész Magyarországot. Azóta Kismarton Burgenlandban, Ausztriában található.

## Fekvése

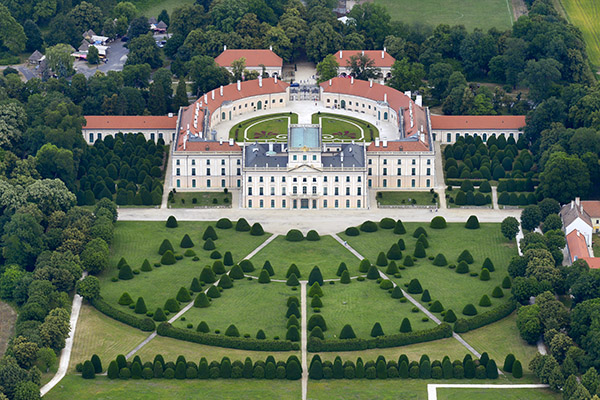
A fertődi kastély és a parkja légi felvételen

A város Győr és Sopron között az Ikva-síkon fekszik, az osztrák–magyar államhatártól mintegy 7, Kapuvártól 16, Soprontól 26 kilométerre.
A korábbi falu létére, kialakulására a Fertő gyakorolta a leglényegesebb hatásokat. A Fertő medencéjében a hozzá kapcsolódó Hansággal együtt a Keleti-Alpok felgyűrődésével a bécsi és a pannóniai törésvonal mentén keletkezett. Akadnak itt szikes puszták, sztyepprétek. A Fertő belseje fokozottan védett terület, a bioszféra-rezervátum jellegű natúrzónával együtt.
Ezt a nagy mélyedést a Duna, Rába és a Répce időnként feltöltötte, s a felszín süllyedésével lápvilág alakult ki. Ezért található meg itt a tőzeg, melynek a kitermelése a múlt század elején kezdődött meg. Energiáját az uradalmi ipartelepek, szesz-, krumplicukor- és keményítőgyárak gőzgépeinek a fűtésére használták fel. A tőzeg kitermelése az 1950-es évek elejéig tartott.
A Hanság vízszintje erősen ingadozott. 1736-ban a Fertőt száraz lábbal lehetett járni. 1742-ben újra víz alá került a terület. Az első lépést a mocsár ellen gróf Esterházy Pál tette meg: az Eszterháza és Pomogy közötti lápszűkületet rőzsékből összeállított földdel borított töltésúttal hidaltatta át.

### Megközelítése
A várostól mintegy 3 kilométerre délre halad el a Győrt Sopronnal összekötő 85-ös főút, közúton azon közelíthető meg a legegyszerűbben mindkét végponti város irányából. Győr felől érkezve Fertőendrédnél célszerű letérni a főútról, a 8518-as útra, Sopron felől pedig Fertőszentmiklós központjában a 8521-esre, vagy ugyanazon település keleti szélén a 8519-esre. Sopron irányából megközelíthető Hidegség-Hegykő érintésével is, végig a 8518-as úton, amely a Fertő-parti települések összekötésére szolgál. Ausztria felé a 8531-es út vezet, Tőzeggyármajor településrész főutcája pedig a 8529-es út.
Elérhető a tó köré épített kerékpárúton is, amely fontos útvonala a környék turizmusának.
Helyközi autóbuszjáratokkal Sopron és Kapuvár sűrűn elérhető a településről.
A hazai vasútvonalak közül a Győr–Sopron-vasútvonal a déli határszélén halad el, de annak megállási pontja nincs a város területén; a legközelebbi vasúti csatlakozási lehetőségeket ezen a vonalon így Fertőszentmiklós vasútállomás vagy Petőháza vasútállomás kínálja, mindkettő Fertődtől 3-4 kilométerre délre helyezkedik el. Nyugati határszélén húzódik a Fertőszentmiklósról kiágazó Fertővidéki Helyiérdekű Vasút, annak itteni megállója Fertőszéplak-Fertőd megállóhely, a központtól mintegy 2 kilométerre.

## Nevének eredete
Mai nevét a magyarországi közigazgatás átszervezése idején kapta, az Árpád-korban még meglévő Villa Ferteud (1234), Villa Ferteu (1265) – Iván, Sajtoskál és Nemesládony között lokalizálható település – után.
1950. május 16-án Eszterháza felvette a Fertőd nevet, majd szeptember 7-én a korábbi Eszterháza, immár Fertőd egyesült Süttörrel. Süttör volt az ősibb település, az oklevelek Süttör nevének változatait őrzik. Eszterháza neve először Esterházy (Fényes) Miklós herceg levelében (1766) olvasható: Schloss Eszterháza, azaz „eszterházai kastély”.

## Története

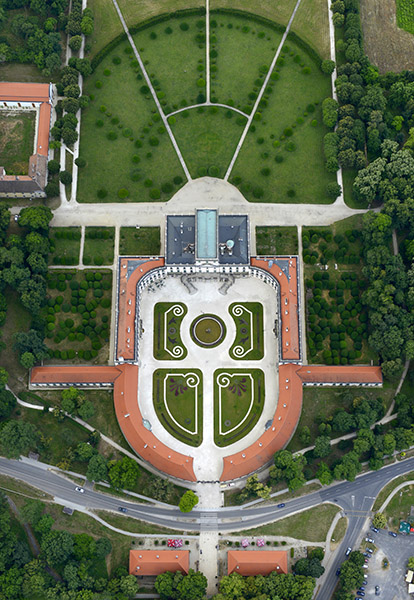
Az Esterházy-kastély parkja felülnézetből

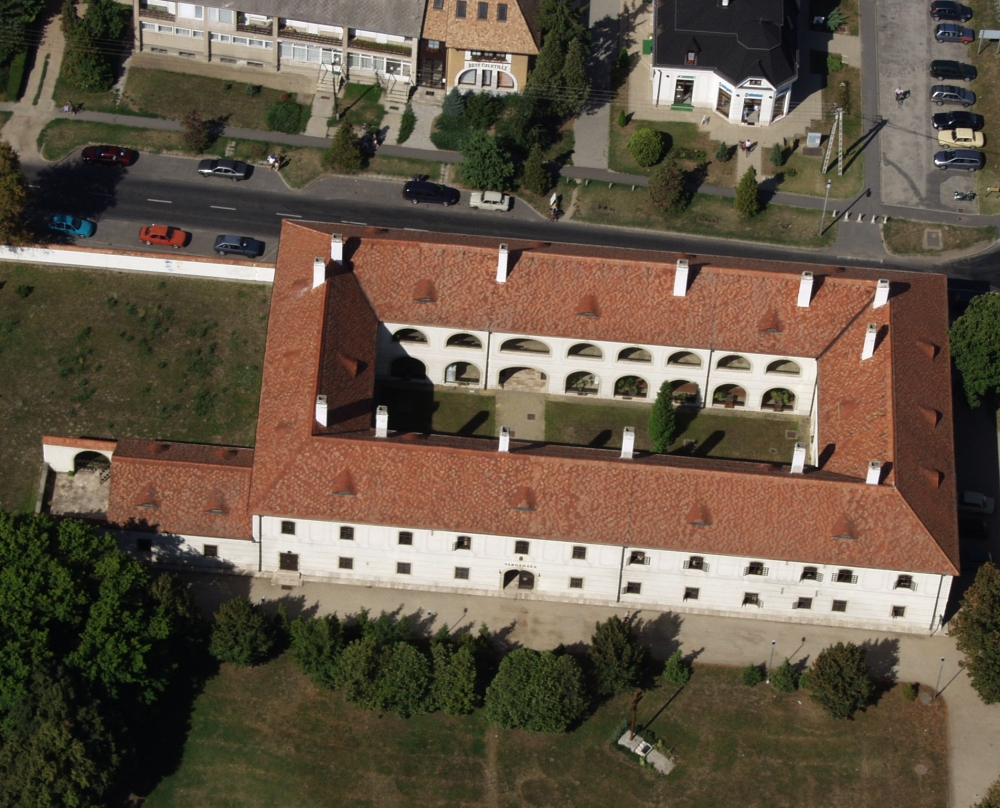
A Muzsikaház, ahol Joseph Haydn alkotott

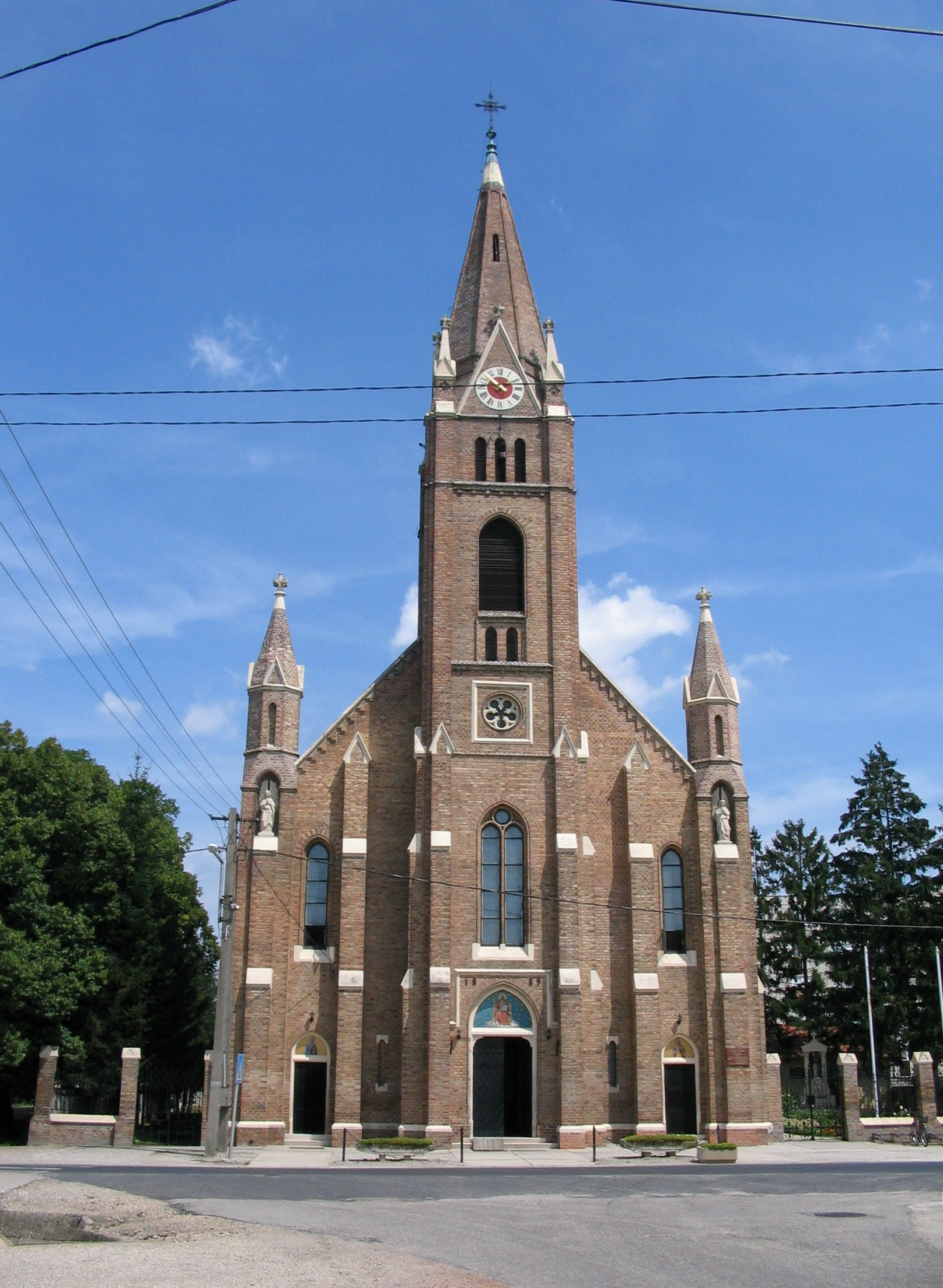
A süttöri római katolikus templom

Süttör volt a régebbi településrész. Írott forrásokban először 1313-ban szerepel Sehter névalakban. Régészeti leletek alapján tudjuk, hogy a kőkorban már lakott volt. A bronzkorból származó fülesbögrét is találtak. A népvándorlás korából frank csatabárdok kerültek elő.
Középkori jobbágyfalu. Birtokosai gyakran váltogatták egymást. A 14-15. században a Kanizsayak örökölték a földesúri címet, majd Nádasdy Tamás nádor házasság révén lett Süttör egy részének birtokosa. A másik területrész a Nádasdyak prkolájáé, később az udvarmesterüké. Földtulajdonosa volt még Megyery Imre Sopron vármegye birtokszerző alispánja. A két birtokrész hűtlenségi per kapcsán Nádasdy Ferenc egyesítette. A pert követően ismét gazdát cserélt a birtok. Később Esterházy Antal veszi saját kezelésébe, és a következő évszázadokban a családé marad. Fényes Elek 1851. évi geográfiai szótárában az állt: „Süttör magyar falu Eszterháza mellett 724 katolikus lakossal.” Napjainkban süttöri porta van a Szentendrei Szabadtéri Néprajzi Múzeum-ban, népszerű nevén a Szentendrei Skanzenben, mint a Fertő-tó környék néprajzi képviselője.
Eszterháza története a 18. század második felében kezdődik. A Fertő zsombékos partjában Süttör határában Esterházy (Fényes) Miklós alapította. Az elképzelései és tervei alapján 1762-ben megkezdődött az évtizedekkel korábban épített vadászkastély főúri pompával való átépítése. Mire 1766-ban a kastély tető alá került, a szomszédságában falu született, melynek neve az Esterházy családtól származott. Egyutcás, városias elrendezésű község, mellette az eredeti angol ménes és a répacukorgyár.
Sopron vármegye alispánja 1906-ban nyilvánította községgé Eszterházát.

### Napjaink
- 1946-ban Kertészeti Középiskolát és Kollégiumot hoztak létre a kastély egyik szárnyában, mely 2014-ig üzemelt itt Porpáczy Aladár Művelődési Központ néven. Az iskola korábbi neve Porpáczy Aladár Kertészeti Magyar–Osztrák Vállalkozási Ügyintézőképző Szakközépiskola és Szaktanácsadó Központ volt. 2009-től a csermajori Ujhelyi iskolával közösen egy új intézményt hoztak létre melynek neve: Győr-Moson-Sopron Megyei Önkormányzat Általános Művelődési Központja.
- A Fertőd – Pomogy közötti határátkelőhely 1990 májusában nyílt meg, 1995. július 1-jével Fertődöt a Magyar Köztársaság Elnöke várossá nyilvánította.

## A városhoz kapcsolható személyek
- Az Esterházy-család
- Joseph Haydn (Rohrau, Ausztria, 1732. március 31. – Bécs, 1809. május 31.) osztrák zeneszerző két évtizedig lakott Eszterházán (Fertődön), az Esterházyak zenekarának vezetője, a muzsikusok és a színtársulat gazdasági ügyeinek intézője, a műsorok összeállítója, betanítója és rendezője volt.
- Porpáczy Aladár biológus, Kossuth-díjas  kertészmérnök, növénynemesítő, a magyar korszerű gyümölcsnemesítés megalapítója és megszervezője, a Magyar Tudományos Akadémia levelező tagja
- Kollányi László növénynemesítő, címzetes egyetemi tanár

## Közélete

### Polgármesterei
- 1990–1994: Fülöp Géza (KDNP)[5]
- 1994–1998: Fülöp Géza (KDNP-FKgP-MDF)[6]
- 1998–2002: Fülöp Géza (Fidesz-FKgP-MDF-MKDSZ-MDNP)[7]
- 2002–2006: Fülöp Géza (Fidesz)[8]
- 2006–2010: Fülöp Géza (Fidesz-KDNP)[9]
- 2010–2011: Kocsis Ferenc (független)[10]
- 2012–2014: Kocsis Ferenc (független)[11]
- 2014–2019: Bognár Zoltán (Fidesz-KDNP)[12]
- 2019–2024: Bognár Zoltán (Fidesz-KDNP)[13]
- 2024– : Bognár Zoltán (Fidesz-KDNP)[1]

A településen 2012. január 15-én időközi polgármester-választást (és képviselő-testületi választást) tartottak, az előző képviselő-testület önfeloszlatása miatt. A választás négy polgármesterjelöltje között a hivatalban lévő polgármester is elindult, és meg is erősítette pozícióját.

### Térségi funkciók
A település közigazgatási jogállása, kistérségi szerepköre az idők folyamán sokat változott. A község 1969. október 1-jéig a kapuvár járáshoz tartozott. Ennek megszűnése után a sopronihoz. Az újabb változás 1971. április 25-éhez köthető, amikor Fertőd székhellyel községi közös tanácsot szerveztek. Társközségei voltak Agyagosszergény, Fertőendréd, Fertőszéplak és Sarród községek. 1972-től megkapta a nagyközség címet.
Az országos településfejlesztési koncepció értelmében „kiemelt alsó fokú központ” szerepkört kap, de ezt visszaváltoztatták „alsó fokú központra”. Ez azt jelentette, központi feladatköre csak saját népessége ellátására terjedt ki. A vonzáskörzete az előbb említett négy községre terjedt ki. 1984-ben megszűntek a járások, ettől kezdve Fertőd nagyközség a soproni városkörnyék települése lett. 1988-ban a kétszintű közigazgatás bevezetésével társközségeivel együtt a megyei tanács közvetlen irányítása alá került. A nagyközségi önkormányzat 1995. július 1-jétől lett városi önkormányzat.

### Településfejlesztési tervek
A rendszerváltás utáni első településfejlesztési elgondolásokat az 1993-ban készített rendezési program foglalta össze. Két sarkalatos pontja volt a turizmus (idegenforgalom) és a gazdaság fejlesztése. Előbbi a vállalkozások a polgárosodás újabb lehetőségeinek megteremtésére, az utóbbi a kis és közepes vállalkozások létrehozására irányult. A befektetési lehetőségek felkutatása, és környezetkímélő ipar telepítése, a mezőgazdasági biotermelés kialakítása kiemelt céljai voltak. Szerencsés megoldás volt a parkerdővel kapcsolatos terv, amely a természet, a környezet és a turizmus összhangját ötvözte össze. A turizmus fejlesztése a kastélyra összpontosult. A rendezvényszervezés, a szálláshelyek bővítése, a nemzetközi zenei centrum kialakítása, a falusi turizmus meghonosítására részletes tervek körvonalazódtak. A legfontosabb kastély állagmegóvási munkákra illetve teljes felújítására állami eszközök bevonásával nagyszabású tervek születtek. Egy termálfürdő elképzelései is felmerültek.
A közelmúltban a képviselők megismerkedtek az Európai Unió fejlesztési irányelveivel, valamint a pályázati rendszerekkel, lehetőségekkel. Az előadás-sorozat végén a képviselő-testület megfogalmazta városfejlesztési elképzeléseit, elkészítette a város új hosszú távú fejlesztési terveit, melynek nyomán az első fejlesztési ütemben a városrehabilitációs programot hajtják végre.
Az országban sajnos nagyon sok műemlék épület olyan funkciókat tölt be, illetve olyan intézményeknek, szervezeteknek ad otthont, mely valójában egyáltalán nem indokolt. Elsősorban a Muzsikaházban működő Polgármesteri hivatalra, valamint az Esterházy-kastélyban üzemelő Porpáczy Aladár Művelődési Központra gondolva ezen szervezetek kiköltöztetésének a közép és hosszú távú tervek között kell szerepelni.
Horváth Jácint, Nyugat-dunántúli Regionális Fejlesztési Ügynökség ügyvezetője rövid betekintést adott az Európai Uniós irányelvekről, valamint kiemelte a pályázatok összehangoltságának fontosságát. Ez Fertődön is meg fog valósulni, hiszen az MNG és Fertőd város olyan egymásba kapaszkodó pályázatot fog benyújtani, melyek együttesen megújíthatják a települést. Lényegesen eredményesebb lehet a komplex rehabilitációs tervezet, mint több egymás mellett futó kisebb projekt.
A Magyar Kastélyprogram Kht. a város képviseletében Fertőd akcióterületi tervét mutatta be. A 675 millió forintos teljes költségvetésű város rehabilitációs program I. szakaszában valósulna meg a Kulturális és Szolgáltató Ház a volt szovjet laktanya területén, a Haydn-sétány, a Városfejlesztési Építészeti Tervdokumentáció elkészítése, a süttöri játszótér felújítása, az új belváros tervpályázat, valamint kisebb léptékű fejlesztések jelentenének. Erre ROP pályázati forrásból 540 millió forintot célzott meg a város, beadása a 2009. évben, befogadása pedig 2008. év júliusában.
A volt szovjet laktanya területén, a sokak által csak Graffiti City diszkóként ismert, létesítendő kulturális és oktatási központ, szolgáltatóház terveihez ötleteivel nagyban hozzájárult a képviselő-testület is. A terv részét képezi az egykori étkezőből kialakítandó központ előtt álló terület parkosítása is. Az intézmény felnőttoktatási feladatokat is ellátna. Az épület modern, 21. századi követelményeknek megfelelő létesítményként épülhet meg.
A Kovács köz néven ismert utca már átalakulásra került. Átalakulása után Haydn sétány nevet kapta. Új, csiszolt útburkolat, zenélő szökőkút (ami még nem működik, és várhatóan új helyre költözik) padokat, és kisebb fákat kapott.
A sétányt a Muzsikaházzal összekötő szakasz az „Illatok kertje” elnevezéssel különféle virágokat, növényeket, speciális világítást kapna, szintén a hangulatot fokozandó. Az épület homlokzata jelentős felújításra szorulna ahhoz, hogy a Haydn sétány elnyerje azt a hatást, melyet a tervező megálmodott. Kovácsműhelyet is ki lehetne alakítani, múzeum jelleggel, a várható kerékpárút-hálózati bővítések miatt – kerékpáros boltnak, illetve kerékpárkölcsönzőnek.
2008. februárban beadásra került iskola-felújítási pályázat, mintegy 200 millió forint értékben. Ennek keretében valósult meg az eszterházi felső tagozat akadálymentesítése (lift beépítésével), korszerű számítógépterem kialakítása, valamint teljes épületszerkezeti felújítás is. CÉDE pályázati forrásból a süttöri óvoda és alsó tagozatos iskola felújítása 25 millió forint értékben kapott támogatást.
Szintén pályázatból valósult meg a Fertőd Süttör-Szent András templomtól induló kerékpár út, amely egészen a Kastélyig tart, és a templom előtti tér rendezés is.

## Népessége
A lakosság száma a jelenlegi közigazgatási területen az 1930-as évekig folyamatosan nőtt, majd a második világháború végéig csökkent. Ezek után, hol fellendülés, hol csökkenés következett be. Az első hivatalos népszámláláskor 1870-ben 1477 polgári lakost írtak össze. 1960-ban a falut 3021-en lakták, azután kevesebben. Ez a fogyás 1990-ig tartott.
1997-ben az állandó lakónépesség 3365 fő. Ekkor adta el a helyi önkormányzat a volt szovjet laktanya felújított épületeit, lakásként. Megállapítható, hogy 1990-től a vándorlások összege pozitív, azaz többen vannak a letelepedők, mint a községet elhagyók. A természetes népmozgalom még szaporodást mutat, de a születésszámok alig ellensúlyozzák az elhalálozást. Szinte csak a lakóhelyváltozással lettek többen, valószínűsíthetően az előbb felsorolt okok miatt.
A lakosság nemenkénti megosztását az ötvenes évek évekig férfitöbblet, a hatvanas évektől kismértékű nőtöbblet jellemezte. A nemek aránya az egyes korcsoportokban igen eltérően alakult, a nőtöbblet tartósan a közép és az öregkorúak csoportját jellemezte. A fiatalok körében a férfiak vannak többen.
A korösszetétel az országoshoz hasonlóan elöregedési folyamatot mutat. Az idősek száma növekszik.
A település népességének változása:
| Lakosok száma | 3344 | 3320 | 3360 | 3353 | 3323 | 3332 | 3406 |
|               | 2013 | 2014 | 2015 | 2021 | 2022 | 2023 | 2024 |

A 2011-es népszámlálás során a lakosok 88,7%-a magyarnak, 0,2% bolgárnak, 0,3% cigánynak, 0,2% horvátnak, 8,2% németnek mondta magát (10,6% nem nyilatkozott; a kettős identitások miatt a végösszeg nagyobb lehet 100%-nál). A vallási megoszlás a következő volt: római katolikus 71,9, református 2%, evangélikus 1%, görögkatolikus 0,2%, felekezeten kívüli 5,4% (18,7% nem nyilatkozott).
2022-ben a lakosság 91,4%-a vallotta magát magyarnak, 4,7% németnek, 0,4% ukránnak, 0,2% cigánynak, 0,2% bolgárnak, 0,1-0,1% szerbnek, lengyelnek, horvátnak, örménynek, románnak és ruszinnak, 2,3% egyéb, nem hazai nemzetiségűnek (7,2% nem nyilatkozott; a kettős identitások miatt a végösszeg nagyobb lehet 100%-nál). Vallásuk szerint 52,7% volt római katolikus, 2,2% református, 1% evangélikus, 0,6% görög katolikus, 0,4% ortodox, 0,8% egyéb keresztény, 1% egyéb katolikus, 6,3% felekezeten kívüli (34,5% nem válaszolt).

## Gazdasága
A lakosság foglalkoztatásában a helyi munkalehetőségek mellett jelentős szerepet töltenek be a környező települések. Az utóbbi években a határon túliak is besegítenek. A mezőgazdaságból egyre kevesebben élnek. Az ipar, az építőipar, a különféle szolgáltatások viszont egyre több embernek adnak megélhetést. A munkanélküliek száma a kilencvenes években 100 fő körüli. Főképp a fizikai munkát végzők nem tudnak elhelyezkedni. A munkát keresők felének semmiféle szakképzettsége nincs. Ebben az állami gazdaság megszűnése, illetve a termelőszövetkezet átalakulása is közrejátszott.

### Mezőgazdaság
Az eszterházaiak és a süttöriek 1935-ben tizenkétezer katasztrális holdon gazdálkodtak. A kalászosok mellett termesztettek kendert, kukoricát, cukorrépát. Eszterházán híres volt faiskola, a gyümölcsös. A két településen sokan tartottak szarvasmarhát, sertést, juhot, lovat, baromfit. A második világháború után 541-en jutottak földhöz. Süttörön 1959-ben alakult termelőszövetkezet ezt követően Fertődön is. A mezőgazdaságban a Zöld Mező Mgtsz. mellett, a Fertődi Állami Gazdaság tevékenysége volt jelentős. Az állami gazdaság tevékenységének 87%-a az alaptevékenységéből származott. Ez meghaladta a megyei átlagot. 1990 után megtörtént az átalakulás. A tagok többsége ismét a szövetkezeti formát választotta. A gazdaságot teljes egészében privatizálták. A földek nagyobb része kárpótlásra került.
A városnak hagyományos múltja van a mezőgazdaság egyes területein a tudományos kutatásnak. Az Esterházy hitbizományban az 1920-as évektől kezdve folytattak kísérleteket, nemesítettek fajtákat.

### Ipar
A városban az ötvenes évek elején 83 önálló kisiparos volt. 1957-ben néhányan közösséget alapítottak, azaz kisszövetkezetet hoztak létre. Előbb egy építőiparit, azután egy faiparit. Ennek eredményeképp 1960-ban 23 kisiparos volt a faluban. Számuk illetve összetételük a következő évtizedekben sem változott. 1990-től egyre többen vannak. Nem véletlen, hogy Fertődön elsősorban az építőipar fejlődött, mert már a 18. században céhbe tömörültek az ácsok, a kőművesek.
A település legtöbbet foglalkoztatott szervezete a Fertődi Építőipari és Szolgáltató Rt. 1957-ben alapították. Az első években a kastély helyreállítási munkáiban segédkeztek, majd lakásépítéssel és karbantartással foglalkoztak. Ez a cég építette az ÉDÁSZ kapuvári üzemigazgatóságát, a soproni selyemipar vasbeton csarnokát, a kapuvári fehérnemű üzemet, a győri műbőrgyár fertőszentmiklósi egységét, a sarródi termelőszövetkezet szarvasmarha telepét. Később három leányvállaltot hoztak létre. A VELUX Magyarország Fertődi Építőkomponens kft. 1986-ban alakult. A fele dán tulajdon. 1992-től teljes egészében dán tulajdonná alakult. Exportra különösen közép-európai piacokra gyártanak, illetve forgalmaznak tetőtéri ablakokat.

## Infrastruktúrája
Az infrastruktúra jól kiépített. Minden háztartásra átlagosan egy lakás jut, egy-egy lakásban átlag hárman élnek. A lakások 85%-a magántulajdonú, két vagy többszobás; 54%-uk 1970 után épült. A lakások 90%-a komfortos vagy összkomfortos. 1990-ben már majdnem minden lakásba hálózaton jutott el az ivóvíz. Az 1992-ben kezdett szennyvízelvezető programban kb. 7 km-nyi csatornát, majd 1993-ban regionális szennyvíztisztítót építettek; ekkor készült el a gázvezeték is, amire a lakások 90%-át rákötötték. A villamosenergia-fogyasztás kissé csökkent. A 30 km hosszú úthálózat ⅔ része szilárd burkolatú. 1976 óta a háztartási hulladékot kistérségi lerakóhelyre szállítják. Az új telefonközpont 1300 fővonalat szolgál ki. A városban két postahivatal és egy nyilvános távbeszélő-állomás működik.
A településen megy át az Volánbusz 7073-as, 7192-es, 7193-as, 7196-os, 7208-as, 7210-es, 7212-es és 7213-as helyközi autóbuszvonalai.

## Kultúrája

### Kulturális intézményei, eseményei
A város művelődési, szellemi életének két fontos, és nélkülözhetetlen szerepet játszó színtere van. Az egyik a Muzsikaház, a másik a település szimbólumává vált Esterházy kastély.

### Oktatás, sportélete
Az alapfokú oktatásban az óvodák, az általános iskolák mellett a zeneiskola játszik fontos szerepet. Az óvodák férőhelye 150 személyes, az általános iskolákban 400 fő körüli a létszám. Az általános iskolai oktatás a 18. század óta jelen van. Az eszterházi iskolában az 1. osztálytól, a süttöriben a második évtől kezdve tanulhatnak német nyelvet és számítástechnikát. A felső tagozatban fakultatív oktatású az angol, a fizika és a matematika. Mindkét iskolában az egyház hitoktatást vállalt.
Az alapfokú zenei képzésnek különös fontossága van Fertődön és kistérségében. Nagy iránta az érdeklődés, a környező 12 településről járnak ide diákok. A tanulók létszáma 240 körül van. Az iskola Blockflöte Együttese 1991-ben alakult meg a végzős növendékekből. Azóta hazai és nemzetközi versenyeken ért el kiváló helyezéseket.
A Győr-Moson-Sopron Megyei Önkormányzat Általános Művelődési Központja ( Porpáczy Aladár Általános Művelődési Központ és a csermajori Ujhelyi Imre Élelmiszeripari Középiskola összevonásából létrejött intézmény) 1970-től az egész Dunántúl szakképzését látja el. A középiskolához 170 fős kollégium is tartozik. Az iskolában háromféle képzés folyik: szakiskolai, szakközépiskolai, és a magyar-osztrák képzés. A közismereti tárgyak oktatása Fertődön, a szakmai képzés Csermajorban van. A magyar-osztrák képzésben az oktatás kétnyelvű, a gyakorlati képzés két napja pedig Ausztriában van.
A városban a sportolni vágyók igényeit több létesítmény szolgálja ki. Van labdarúgópályája, kézilabdapályája. Rendelkezésre áll a 480 m²-es sportcsarnok, és az iskolák tornatermeit is lehet használni. A Kastély Kupa minden évben megyei szintű versenyeket rendez. A Fertődi Sport Egyesülethez tartoznak a labdarúgók, a kézilabdások. Az egyesület szép hagyományokra tekinthet vissza. A vizek jó ismerői a sporthorgászok, nevezetes a postagalambröptető csoport. Az úszás kedvelői a petőházi uszodát látogathatják.

## Látnivalók, turizmus
- Esterházy-kastély – barokk műemlék a két volt őrségépülettel, az Esterházy-kastély környezte (219 hektáros park), volt Marionett színház, kastélykertbeli híd, szobrok a parkban, a vendéglő barokk műemlék, a volt lovarda (barokk műemlék),
- Muzsika-ház – barokk műemlék és a Haydn hagyományok ápolására létrejött múzeum, Helytörténeti kiállítás, Haydn-emlékszoba,
- Süttöri római katolikus templom
- Fertő–Hanság Nemzeti Park – a táj nemzetközi elismertségét bizonyítja, hogy 1979-ben bioszféra rezervátummá nyilvánították, 1989-től pedig a Rámszari Egyezmény nemzetközi jelentőségű vadvizei között is számon tartják. 1994. március 8-án a Hanság Tájvédelmi Körzet hozzácsatolásával létrejött a Fertő-Hanság Nemzeti Park.
- Fertő-táj környékbeli kirándulások – Sarród, Fertőszéplak, Hegykő, Nagycenk, Fertőrákos, Fertőszentmiklós, Pomogy (Ausztria).

## Testvérvárosa
- Millingen aan de Rijn, Hollandia